# Prisoje (Chorwacja)
Prisoje – wieś w Chorwacji, w żupanii splicko-dalmatyńskiej, w gminie Dicmo. W 2011 roku liczyła 643 mieszkańców.